# Stura di Demonte
La Stura di Demonte (in piemontese Stura 'd Demont; in occitano Estura, pronunciato [esˈtyːrɔ]) è un fiume del Piemonte lungo 115 km con un bacino di 1579 km² e portata media di 36 m³/s, interamente compreso nella provincia di Cuneo, principale affluente di sinistra del Tanaro e 2º in assoluto dopo la Bormida.

## Il corso del fiume
Nasce nella zona di confine italo-francese presso il Colle della Maddalena (1996 metri di quota), dal lago omonimo nel comune di Argentera.
Ha carattere torrentizio fino a Vinadio, dove incomincia invece a presentarsi come fiume di fondovalle (portata media di circa 20 m³/s). A Roccasparvera è posta una diga. Nei pressi di Cuneo, viene scavalcato dall'imponente e bellissimo Viadotto Soleri dopodiché confluisce con il suo principale tributario, il torrente Gesso (portata media circa 21 m³/s) raddoppiando così il proprio volume d'acque; prosegue verso Fossano scorrendo incassato di parecchi metri rispetto alla pianura cuneese in un ampio greto ciottoloso. Giunto presso Cherasco confluisce poi da sinistra nel Tanaro.

## Principali affluenti
Tra i suoi affluenti si possono ricordare:
- in destra idrografica il torrente Puriac, il rio Freddo, il Corborant, il rio Sant'Anna oltre al già citato torrente Gesso;
- in sinistra idrografica i torrenti Neirassa e Cant o Kant.

## Regime idrologico
La Stura di Demonte è un fiume particolarmente ricco di acque, tanto da avere una portata media non molto diversa da quella del Tanaro nel punto di confluenza (36 m³/s contro i 41 del Tanaro).
In ogni caso il regime del fiume è prevalentemente torrentizio con piene particolarmente rabbiose e imponenti, a causa anche del carattere estremamente capriccioso del suo affluente Gesso.

## Storia

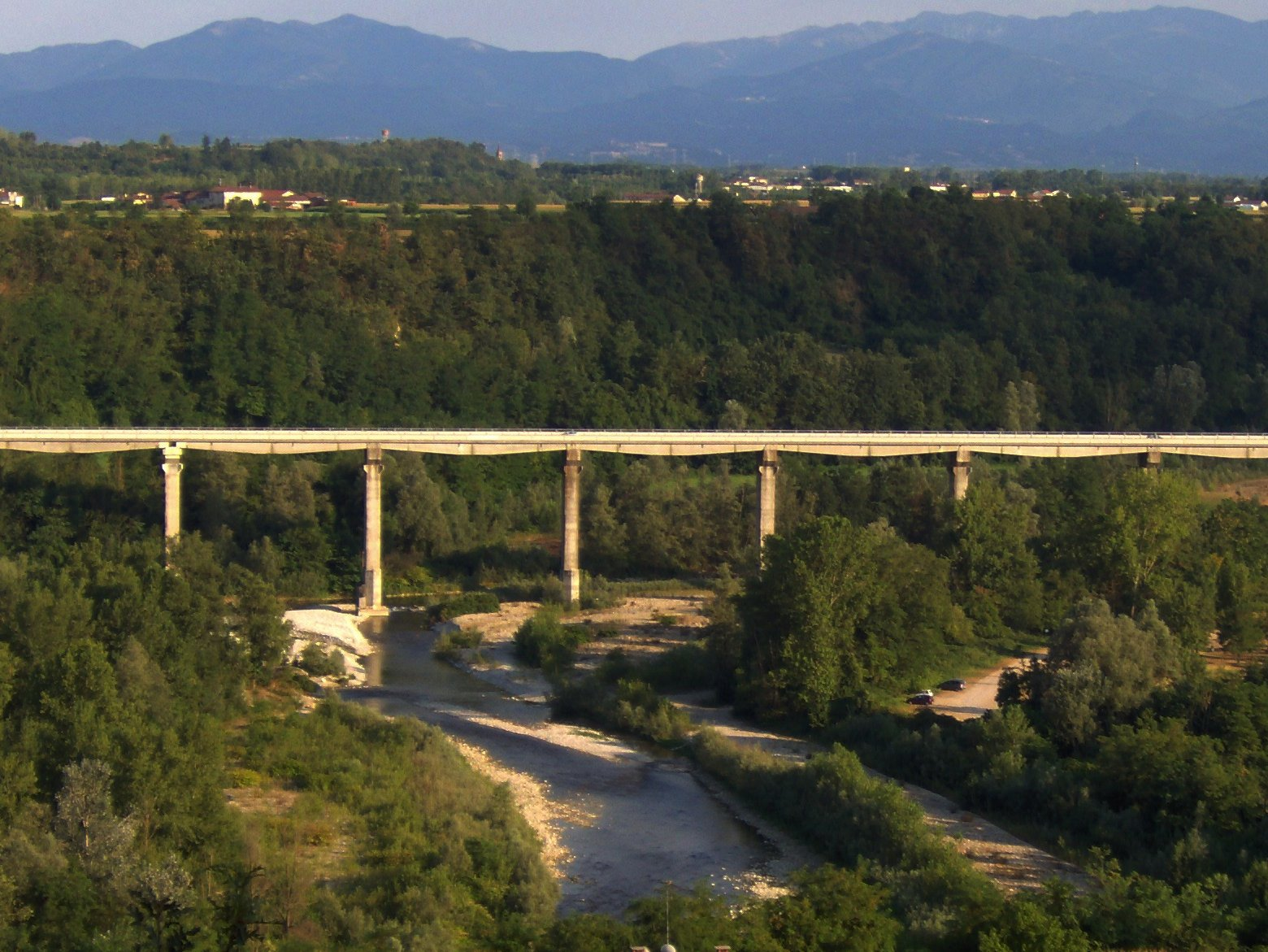
Il fiume visto da Fossano

La Stura di Demonte risulta documentato fin dal X secolo come Sturia, in alternanza a Sturea, oppure anche Stuira. Probabilmente il nome risale all'epoca preromana.
Nel 1992 è stato incluso dalla CIPRA (Commissione internazionale per la protezione delle Alpi) tra i soli cinque corsi d'acqua dell'intero arco alpino con caratteristiche di integrità dal punto di vista naturalistico: ad esempio, è stato uno degli ultimi corsi d'acqua della pianura padana ad ospitare la lontra, qui estintasi all'inizio degli anni ottanta.
Negli ultimi anni però la situazione è peggiorata; le attività umane ed i sempre più frequenti eventi meteorologici eccezionali (in particolare le alluvioni del 1994 e del 2000) hanno infatti pesantemente intaccato gli equilibri naturali del fiume, che resta tuttavia un'importante risorsa naturale per le cittadine che si affacciano su di esso.

## Principali aree amministrate
Ai sensi della Legge Regionale 70/96 tre estese aree sono state affidate in concessione ad altrettante aziende agrituristico-venatorie, un'area è gestita dalla Provincia e dall'ATC Cuneo 1 come zona di ripopolamento e cattura ed una è oasi di protezione. Nel territorio del comune di Cuneo si trova un'area boschiva istituita a parco comunale extraurbano.
Tra le zone umide rinaturalizzate con progetti di recupero, la più importante si trova nel comune di Sant'Albano Stura.